# Дубровская, Людмила Игоревна
Людми́ла И́горевна Дубро́вская (урождённая Бара́нова; 30 июня 1972, Минск) — белорусский кинорежиссёр, сценарист.

## Биография
Людмила Дубровская родилась 30 июня 1972 года в Минске.
После школы поступила в БГУИР по направлению «Инженер микроэлектроники» (1989—1999), а в год окончания аспирантуры поступила на первый и единственный курс мастерской советского и белорусского кинорежиссёра Михаила Пташука в Белорусскую государственную академию искусств, из 7 учеников была единственной девушкой.
Во время учёбы у Михаила Пташука (1999—2004) также обучалась на Высших курсах сценаристов и режиссёров в Москве, творческая мастерская Петра Тодоровского (2000—2001).
После этого Людмила работала кинорежиссёром-постановщиком Национальной киностудии «Беларусьфильм», а также заместителем директора Департамента по кинематографии Министерства культуры Республики Беларусь — начальником управления киновидеоискусства.
Людмила является призёром международных фестивалей, главная её дебютная работа — дипломный фильм «Дикие звери мира» 2004 года, а также является членом Белорусского союза кинематографистов.

## Творчество

### Режиссёрские работы и сценарии
- 2000 — Время обманов
- 2002 — Сказочка
- 2003 — Любовь…? / (Каханне…?)
- 2004 — Дикие звери мира
- 2005 — Маленькие концерты большой войны (ОНТ, документальный)
- 2005 — Подумай, прежде чем… решиться на самоубийство (документальный)
- 2007 — Подумай, прежде чем… заняться Sexом (документальный)
- 2011 — О любви…

Также в 2011 году был анонсирован сценарий нового проекта — По стопам Твоим....

## Признание и награды
Фильм «Дикие звери мира»:
- 2005 — МКСФ «Голливуд-2005» (ISFFH 2005) (Сев. Голливуд, Калифорния, США) — приз «Лучшая иностранная драма для детей»[8].
- 2005 — МДК «Юнифильм» (Санкт-Петербург, Россия)[9] — приз за дебютный фильм.
- 2005 — 6 ММКФ «Лістападзік» (Минск, Беларусь) — Специальный приз и диплом Министерства информации «За яркий дебют в большом кино».
- 2005 — 4 Открытый Санкт-Петербургский кинофестиваль «Начало» (Санкт-Петербург, Россия)[10].
- 2006 — 10 МКФ «Кино-детям» (Самара, Россия)[11].
- 2006 — 3 МФВК им. Ю. Н. Озерова (Москва, Россия)[12].
- 2006 — 3 СМКФ «Новое кино. 21 век.» (Смоленск, Россия)[13].

Фильм "Любовь…?:
- 2004 — 10 РКФ «Литература и кино» (Гатчина, Россия)[14] приз «Российской газеты»-«Союз».
- 2004 — 3-й МФАИ (Баку, Азербайджан)[15] — «Лучший короткометражный фильм».
- 2004 — 13-й МКФ «Золотой Витязь» (Иркутск, Россия)[2][16].

Фильм «Сказочка»:
- 2003 — 2-й МФАИ (Баку, Азербайджан) — «Лучший короткометражный фильм».